# Championnat d'Oman de football 2010-2011
Navigation
Saison précédente Saison suivante
La saison 2010-2011 du Championnat d'Oman de football est la trente-cinquième édition de la première division au sultanat d'Oman, l'Oman League. Elle rassemble les douze meilleurs clubs du pays au sein d'une poule unique où ils s'affrontent à deux reprises, à domicile et à l'extérieur. En fin de saison, les deux derniers du classement sont relégués et remplacés par les deux meilleurs clubs de deuxième division tandis que le 10e doit affronter le 3e de D2 en barrage de promotion-relégation.
C'est le club d'Al-Suwaiq, le tenant du titre, qui remporte à nouveau le championnat cette saison après avoir terminé en tête du classement final, avec trois points d'avance sur Al Oruba Sur et cinq sur Al Nahda Club. C'est le deuxième titre de champion d'Oman de l'histoire du club.

## Les clubs participants
| - Al-Suwaiq - Oman Club - Dhofar Club - Saham Club - Al-Shabab Seeb - Al-Nasr Salalah | - Mascate Club - Salalah SC - Promu de D2 - Al-Oruba Sur - Al-Ahli Sedab - Promu de D2 - Al-Tali'aa - Al-Nahda Club |

## Compétition
Le barème de points servant à établir le classement se décompose ainsi :
- Victoire : 3 points
- Match nul : 1 point
- Défaite : 0 point

### Classement
| Rang | Équipe          | Pts | J  | G  | N | P  | Bp | Bc | Diff |
| ---- | --------------- | --- | -- | -- | - | -- | -- | -- | ---- |
| 1    | Al-SuwaiqT      | 43  | 22 | 12 | 7 | 3  | 31 | 15 | +16  |
| 2    | Al Oruba SurC   | 40  | 22 | 12 | 4 | 6  | 31 | 14 | +17  |
| 3    | Al Nahda Club   | 38  | 22 | 10 | 8 | 4  | 30 | 18 | +12  |
| 4    | Dhofar Club     | 30  | 22 | 8  | 6 | 8  | 24 | 22 | +2   |
| 5    | Oman Club       | 29  | 22 | 7  | 8 | 7  | 24 | 22 | +2   |
| 6    | Al-Shabab Seeb  | 28  | 22 | 8  | 4 | 10 | 25 | 29 | -4   |
| 7    | Salalah SCP     | 27  | 22 | 7  | 6 | 9  | 25 | 29 | -4   |
| 8    | Al-Tali'aa      | 26  | 22 | 6  | 8 | 8  | 27 | 27 | 0    |
| 9    | Al-Ahli SedabP  | 26  | 22 | 7  | 5 | 10 | 14 | 23 | -9   |
| 10   | Mascate Club    | 26  | 22 | 6  | 8 | 8  | 23 | 30 | -7   |
| 11   | Saham Club      | 26  | 22 | 7  | 5 | 10 | 18 | 27 | -9   |
| 12   | Al Nasr Salalah | 22  | 22 | 5  | 7 | 10 | 19 | 31 | -12  |

|  | Qualification pour la Coupe de l'AFC 2012                                |
|  | Qualification pour la Coupe de l'AFC 2011 et pour la Coupe de l'AFC 2012 |
|  | Qualification pour la Coupe du golfe des clubs champions 2012            |
|  | Participation au barrage de promotion-relégation                         |
|  | Relégation directe en deuxième division                                  |
|  | T : Tenant du titre C : Vainqueur de la Coupe d'Oman P : Promu de D2     |

- À partir de cette saison, le vainqueur de la Coupe d'Oman n'est plus qualifié pour la Coupe de l'AFC; la deuxième place est attribuée au vice-champion d'Oman. Ainsi, le club d'Al Oruba Sur se qualifie pour l'édition 2011 après sa victoire en Coupe d'Oman 2010 et pour l'édition 2012 après avoir terminé à la 2e place du classement final.

### Matchs
| Résultats (▼dom., ►ext.) | ALNH | ALN | ALO | ALSH | ALH | ALSU | ALT | DHO | MCT | OMA | SAH | ALHI |
| Al Nahda Club            |      | 1-0 | 0-0 | 2-1  | 4-0 | 0-1  | 0-0 | 1-1 | 3-0 | 2-1 | 2-3 | 2-1  |
| Al Nasr Salalah          | 3-2  |     | 1-0 | 0-0  | 0-1 | 0-3  | 2-1 | 0-1 | 2-0 | 1-3 | 1-1 | 2-2  |
| Al Oruba Sur             | 1-0  | 5-1 |     | 3-1  | 2-1 | 1-0  | 3-2 | 2-0 | 3-0 | 2-0 | 4-1 | 4-1  |
| Al-Shabab Seeb           | 1-1  | 3-1 | 1-0 |      | 1-0 | 0-0  | 4-2 | 2-0 | 1-3 | 1-2 | 0-1 | 3-1  |
| Ahli Sidab               | 1-2  | 1-1 | 0-1 | 0-1  |     | 0-3  | 0-0 | 1-0 | 0-0 | 1-0 | 1-0 | 0-0  |
| Al-Suwaiq                | 1-1  | 2-1 | 2-2 | 1-0  | 1-0 |      | 1-0 | 0-1 | 5-1 | 1-1 | 2-1 | 2-0  |
| Al-Tali'aa               | 1-2  | 1-1 | 1-0 | 4-0  | 1-2 | 0-0  |     | 4-2 | 2-1 | 0-0 | 3-0 | 3-3  |
| Dhofar Club              | 0-2  | 0-0 | 0-1 | 2-0  | 3-1 | 4-0  | 3-1 |     | 1-1 | 1-1 | 1-0 | 0-0  |
| Mascate Club             | 1-1  | 1-0 | 0-0 | 1-1  | 1-2 | 0-3  | 1-1 | 2-1 |     | 1-3 | 3-0 | 1-1  |
| Oman Club                | 0-1  | 0-0 | 1-2 | 1-2  | 1-1 | 1-1  | 2-0 | 1-1 | 0-0 |     | 1-0 | 2-1  |
| Saham Club               | 0-0  | 2-0 | 0-0 | 2-1  | 2-1 | 1-1  | 0-0 | 0-1 | 0-2 | 3-2 |     | 1-0  |
| Salalah SC               | 1-1  | 3-0 | 2-0 | 2-1  | 1-0 | 0-1  | 3-1 | 2-1 | 0-3 | 0-1 | 1-0 |      |

#### Barrage de promotion-relégation
| Équipe 1        | Résultat | Équipe 2     | Aller | Retour |
| --------------- | -------- | ------------ | ----- | ------ |
| Fanja Club (D2) | 2e - 2   | Mascate Club | 0 - 1 | 2 - 1  |

## Bilan de la saison
| Championnat d'Oman de football 2010-2011                        |                       |
| Champion                                                        | Al-Suwaiq (1er titre) |
| Coupes et trophées                                              |                       |
| Vainqueur de la Coupe d'Oman 2010-2011                          | Al Oruba Sur          |
| Qualifications continentales                                    |                       |
| Coupe de l'AFC 2012                                             | Al-Suwaiq             |
| Coupe de l'AFC 2012                                             | Al Oruba Sur          |
| Coupe de l'AFC 2011                                             | Al Oruba Sur          |
| Coupe du golfe des clubs champions 2012                         | Al Nahda Club         |
| Coupe du golfe des clubs champions 2012                         | Fanja Club (D2)       |
| Promotions et relégations                                       |                       |
| Promus en Oman League                                           | Fanja Club            |
| Promus en Oman League                                           | Al-Masnaah            |
| Promus en Oman League                                           | Sur Club              |
| Relégués en Championnat d'Oman de football de deuxième division | Saham Club            |
| Relégués en Championnat d'Oman de football de deuxième division | Al Nasr Salalah       |
| Relégués en Championnat d'Oman de football de deuxième division | Mascate Club          |